# Dorji Wangmo
Rainha Dorji Wangmo do Butão (Nobgang, Punakha, Butão; 10 de junho de 1955), é a primeira esposa do rei Jigme Singye Wangchuck, o quarto rei do Butão, que é casado com quatro irmãs, todas elas tem o direito de serem chamadas de rainha. 
Ela foi educado na St. Joseph Convent, Kalimpong, e Escola de St. Helen, Kurseong, Índia.
Sua Majestade é a mãe da princesa Ashi Sonam Dechen Wangchuck e príncipe Dasho Jigyel Ugyen Wangchuck.

## Atividades
Dorji Wangmo Wangchuck iniciou vários programas para melhorar a qualidade de vida das pessoas do Butão, especialmente nas áreas rurais através da criação da Fundação Tarayana. A Fundação procura ajudar aqueles que experimentam dificuldades financeiras através de programas de habitação, bolsas de estudo, formação, produção e comercialização de produtos rurais e apoio financeiro. Em consulta com os membros da comunidade, Tarayana identificou vários projetos, incluindo o cultivo de plantas medicinais, aromáticas e corantes como índigo montanha, açafrão e gengibre para aumentar a renda em dinheiro. Atualmente Tarayana trabalha em 40 das aldeias mais remotas do Butão.
A rainha não é apenas uma autora realizada, mas também uma grande apoiadora de obras literárias, particularmente entre os jovens. Ela tem patrocina e editada uma série de livros de poesia e ensaios sobre questões de relevância para o país. Ela é a autora de "Of Rainbows e nuvens" uma história de Yab Ugen Dorji (pai da rainha), que não só é uma saga familiar emocionante, mas uma janela esclarecedora sobre a cultura, sociedade e história do Butão. Seu segundo livro "Tesouros do Dragão do Trovão - o Retrato do Butão é uma mistura de memórias pessoais, história, folclore e trava-língua.
É a Patrona chefe da "Montanha Echoes: a Festa Literária", que está sendo organizado pela Associação de Amizade Indo-Butão que reúne renomados autores e poetas nacionais e internacionais. O festival é um fórum privilegiado para o intercâmbio na literatura e uma celebração das duas culturas da Índia e Butão.
Ela também tem sido o principal Patrona do Ministério da Agricultura desde 1999 como a grande maioria dos butaneses são agricultores com muitos que trabalham sob condições climáticas e geográficas adversas. Neste contexto Sua Majestade visitou os cantos mais remotos do Butão e do visto em primeira mão, a sua situação. Muitos dos beneficiários de doações da Fundação Tarayana são mulheres, homens e crianças que encontrou durante seus passeios rurais realizadas a pé. Como Presidente da Fundação Tarayana, Sua Majestade continua a empreender essas viagens para as comunidades remotas do Butão para avaliar o impacto da obra de Tarayana, bem como para explorar novas áreas de intervenção.
O interesse da rainha na preservação do meio ambiente levou-a a apoiar Parques nacionais, corredores biológicos e programas para proteger o meio ambiente. Grande cuidado é tomado para incorporar a conservação ambiental em todos os projetos apoiados por Tarayana. Ela emitiu numerosas palestras, tanto em casa e no exterior sobre questões relacionadas com a redução da pobreza, preservação do meio ambiente e transformação social das mulheres.
Ela é também o fundadora e patrona da Heritage Museum Folk, na capital, Thimphu. O museu exibe popular tradicional do conhecimento, artesanato e modo de vida e tornou-se um local popular para os visitantes locais e estrangeiros. Os Druk Wangyel Chortens em Dochula, que consiste de 108 estupas e um templo foi concebido e construído por Sua Majestade. Ela encomendou a construção do Lungchutse Chorten, e a restauração do mosteiro Lungchutse. O Folk Festival Vida, sucesso do Butão em Washington, D.C., em 2008, foi organizada sob a orientação e patrocínio de Sua Majestade.

Ela é a Presidente Honorária da Sherubtse College, instituição mais antiga e mais respeitada do Butão de ensino superior e tem um grande interesse no domínio da juventude e de gênero.

## Trabalhos publicados notáveis
- Do Arco-íris e nuvens: A Vida de Yab Ugyen Dorji Como Disse a sua Filha. (1998)
- Tesouros do Dragão do Trovão - Um Retrato do Butão. (2006)
- Dochula: uma morada espiritual no Butão. (2015)

## Patrona
- Patrona Chefe do Ministério da Agricultura e Florestas (MOAF) desde 1999.
- Presidente Honorária da Faculdade de Sherubtse desde 2000.
- Presidente da Fundação Tarayana desde 2003.
- Patrona do Museu National Folk Heritage (Phelchey Toenkhyim) desde 2001.

## Honras

### Honras nacionais
- : Medalha Comemorativa do jubileu de prata do rei Jigme Singye (2 de junho de 1999).
- : Medalha de Investidura do rei Jigme Khesar (6 de novembro de 2008).
- : Medalha Comemorativa do 60º Aniversário do Rei Jigme Singye (11 de novembro de 2015).

### Honras estrangeiras
- : Caritas in Veritate International: Prémio Papa Francisco para a Caridade e Liderança (22 de outubro de 2016).[2]

## Genealogia
|  |                                     |  |  |  |  |  |  |  |  |  |  |  |  |  |  |  |
|  | 16. Nob Gyeltshen                   |  |  |  |  |  |  |  |  |  |  |  |  |  |  |  |
|  |                                     |  |  |  |  |  |  |  |  |  |  |  |  |  |  |  |
|  |                                     |  |  |  |  |  |  |  |  |  |  |  |  |  |  |  |
|  | 8. Kuenga Gyeltshen                 |  |  |  |  |  |  |  |  |  |  |  |  |  |  |  |
|  |                                     |  |  |  |  |  |  |  |  |  |  |  |  |  |  |  |
|  |                                     |  |  |  |  |  |  |  |  |  |  |  |  |  |  |  |
|  | 17. Aum Phenkhem                    |  |  |  |  |  |  |  |  |  |  |  |  |  |  |  |
|  |                                     |  |  |  |  |  |  |  |  |  |  |  |  |  |  |  |
|  |                                     |  |  |  |  |  |  |  |  |  |  |  |  |  |  |  |
|  | 4. Sangay Tenzin                    |  |  |  |  |  |  |  |  |  |  |  |  |  |  |  |
|  |                                     |  |  |  |  |  |  |  |  |  |  |  |  |  |  |  |
|  |                                     |  |  |  |  |  |  |  |  |  |  |  |  |  |  |  |
|  | 9. Ngodrup Pem                      |  |  |  |  |  |  |  |  |  |  |  |  |  |  |  |
|  |                                     |  |  |  |  |  |  |  |  |  |  |  |  |  |  |  |
|  |                                     |  |  |  |  |  |  |  |  |  |  |  |  |  |  |  |
|  | 2. Yab Dasho Ugyen Dorji            |  |  |  |  |  |  |  |  |  |  |  |  |  |  |  |
|  |                                     |  |  |  |  |  |  |  |  |  |  |  |  |  |  |  |
|  |                                     |  |  |  |  |  |  |  |  |  |  |  |  |  |  |  |
|  | 20. Soenam Drubyel, IV Sersang Lama |  |  |  |  |  |  |  |  |  |  |  |  |  |  |  |
|  |                                     |  |  |  |  |  |  |  |  |  |  |  |  |  |  |  |
|  |                                     |  |  |  |  |  |  |  |  |  |  |  |  |  |  |  |
|  | 10. Gyeltshen Dorji, V Sersang Lama |  |  |  |  |  |  |  |  |  |  |  |  |  |  |  |
|  |                                     |  |  |  |  |  |  |  |  |  |  |  |  |  |  |  |
|  |                                     |  |  |  |  |  |  |  |  |  |  |  |  |  |  |  |
|  | 21. Sangay Droelma                  |  |  |  |  |  |  |  |  |  |  |  |  |  |  |  |
|  |                                     |  |  |  |  |  |  |  |  |  |  |  |  |  |  |  |
|  |                                     |  |  |  |  |  |  |  |  |  |  |  |  |  |  |  |
|  | 5. Dorji Om                         |  |  |  |  |  |  |  |  |  |  |  |  |  |  |  |
|  |                                     |  |  |  |  |  |  |  |  |  |  |  |  |  |  |  |
|  |                                     |  |  |  |  |  |  |  |  |  |  |  |  |  |  |  |
|  | 22. Yonten Phuntsho                 |  |  |  |  |  |  |  |  |  |  |  |  |  |  |  |
|  |                                     |  |  |  |  |  |  |  |  |  |  |  |  |  |  |  |
|  |                                     |  |  |  |  |  |  |  |  |  |  |  |  |  |  |  |
|  | 11. Abi Yum Yangchen Droelma        |  |  |  |  |  |  |  |  |  |  |  |  |  |  |  |
|  |                                     |  |  |  |  |  |  |  |  |  |  |  |  |  |  |  |
|  |                                     |  |  |  |  |  |  |  |  |  |  |  |  |  |  |  |
|  | 1. Dorji Wangmo                     |  |  |  |  |  |  |  |  |  |  |  |  |  |  |  |
|  |                                     |  |  |  |  |  |  |  |  |  |  |  |  |  |  |  |
|  |                                     |  |  |  |  |  |  |  |  |  |  |  |  |  |  |  |
|  | 6. Lopen Duba                       |  |  |  |  |  |  |  |  |  |  |  |  |  |  |  |
|  |                                     |  |  |  |  |  |  |  |  |  |  |  |  |  |  |  |
|  |                                     |  |  |  |  |  |  |  |  |  |  |  |  |  |  |  |
|  | 3. Yum Thuiji Zam                   |  |  |  |  |  |  |  |  |  |  |  |  |  |  |  |
|  |                                     |  |  |  |  |  |  |  |  |  |  |  |  |  |  |  |
|  |                                     |  |  |  |  |  |  |  |  |  |  |  |  |  |  |  |
|  | 7. Aum Ugay Dem                     |  |  |  |  |  |  |  |  |  |  |  |  |  |  |  |
|  |                                     |  |  |  |  |  |  |  |  |  |  |  |  |  |  |  |
|  |                                     |  |  |  |  |  |  |  |  |  |  |  |  |  |  |  |